# Ліза Генні
Ліза Генні (швед. Lisa Henni, *19 вересня 1982) — шведська актриса. Закінчила Mountview Academy of Theatre Arts у Лондоні.

## Вибіркова фільмографія
- 2010 — «Легкі гроші»[en] — Софі
- 2010 — «Бути з дітьми»
- 2012 — «Місце під сонцем»[sv] — Лотта Свенсон
- 2012 — «Легкі гроші 2: Важко вбити»[en] — Софі
- 2013 — «Злочини пристрасті»[en]
- 2017 — «Випадок»[en] — Софі Берг
- 2018 — «Немислиме»[en] — Анна